# Championnat national run et tuning
Le championnat national run et tuning est un championnat automobile tunisien, créé en 2006, au cours duquel les concurrents se disputent une course sur 200 mètres.
Les voitures sont classées en cinq catégories :
- 4-5 CV ;
- 6-7 CV ;
- 8-9 CV ;
- 10 CV et plus ;
- Diesel.

À partir de l'édition 2010, les catégories essence sont modifiées ; les voitures sont désormais classées par cylindrée et puissance :
- inférieure ou égale à 1 399 cm3 et < 100 DIN ;
- 1 400 - 1 699 cm3 et < 130 DIN;
- 1 700 - 1 999 cm3 et < 160 DIN;
- 2 000 cm3 et plus.

Aucun changement n'a en revanche lieu pour la catégorie diesel.

## Palmarès
| Année | 4-5 CV                | 6-7 CV                  | 8-9 CV                 | 10 CV et plus      | Diesel              |
| 2006  | Emir Lahmar           | Kais Zmenter            | Mohamed Jemaï          | Alexi Sanzo        | Marwen Nemlaghi     |
| 2007  | Mehdi Mrad            | Bilel Ayadi             | Mohamed Jemaï          | Amine Chouchène    | Mohamed Bekri       |
| 2008  | Mohiedinne Ben Moussa | Bilel Ayadi             | Marwen Ben Ghorbal     | Amine Chouchène    | Mohamed Saïdene     |
| 2009  | Mohiedinne Ben Moussa | Mohamed Nebil Kssontini | Marwen Ben Ghorbal     | Habib Arfaoui      | Mohamed Ben Ghorbal |
| 2010  | Mohamed Ben Rjab      | Mohamed Nebil Kssontini | Nessime Douihech       | Marwen Ben Ghorbal | Mohamed Ben Ghorbal |
| 2011  | Shady Gargouri        | Saned Ntat              | Hamdi Lahdhiri         | Amine Chouchène    | Mohamed Saïdene     |
| 2012  | Shady Gargouri        | Saned Ntat              | Zied Ben Zlaouia       | Amine Chouchène    | Haithem Jaïdi       |
| 2013  | Mehdi Ghannem         | Saned Ntat              | Mounir Chihi           | Mohamed Bouzouita  | Yassine Maamri      |
| 2014  | Slim Khamessi         | Hamza Jebali            | Khalil Kharrat         | Maher Tbini        | Rami Aoun           |
| 2015  | Amine Agerbi          | Slim Touati             | Niazi Chaari           | Nizar Rouben       | Marouane Lasmar     |
| 2016  | Rami Aoun             | Slim Touati             | Mohamed Hbib Boughanmi | Nizar Rouben       | Seifeddine Manai    |

Saned Ntat est le premier à remporter trois fois de suite le championnat dans la même catégorie, Amine Chouchène étant le plus couronné avec quatre championnats remportés.